# Lista de comunidades da Baixa Áustria: AL

## A
| - Absdorf - Achau - Aderklaa - Aggsbach - Groisbach - Köfering - Willendorf - Alberndorf im Pulkautal - Alberndorf - Albrechtsberg an der Großen Krems - Albrechtsberg - Arzwiesen - Attenreith - Els - Eppenberg - Gillaus - Harrau - Kleinheinrichschlag - Marbach an der Kleinen Krems - Purkersdorf - Alland - Äußerer Kaltenbergerforst - Glashütten - Groisbach - Innerer Kaltenbergerforst - Mayerling - Pöllerhof - Raisenmarkt - Rohrbach - Schwechatbach - Weißenweg - Windhaag - Allentsteig - Bernschlag - Dietreichs - Edelbach - Großpoppen - Kleinhaselbach - Kleinkainraths - Mannshalm - Rausmanns - Reinsbach - Schlagles - Steinbach - Thaua - Wurmbach - Zwinzen - Allhartsberg - Kröllendorf - Altenburg - Burgerwiesen - Fuglau - Mahrersdorf - Steinegg - Altendorf - Loitzmannsdorf - Schönstadl - Tachenberg | - Altenmarkt an der Triesting - Altenmarkt - Kleinmariazell - Nöstach - St. Corona - Thenneberg - Altlengbach - Altlichtenwarth - Altmelon - Dietrichsbach - Fichtenbach - Großpertenschlag - Kleinpertenschlag - Perwolfs - Amaliendorf-Aalfang - Aalfang - Amaliendorf - Falkendorf - Amstetten - Edla - Hausmening - Mauer bei Amstetten - Preinsbach - Schönbichl - Ulmerfeld - Andlersdorf - Angern an der March - Angern - Grub an der March - Mannersdorf - Ollersdorf - Stillfried - Annaberg - Annarotte - Haupttürnitzrotte - Langseitenrotte - Lassingrotte - Arbesbach - Brunn - Etlasamt - Haselbach - Kamp - Neumelon - Pretrobruck - Purrat - Rammelhof - Schönfeld - Schwarzauamt - Wiesensfeld - Ardagger - Ardagger Markt - Ardagger Stift - Kollmitzberg - Stefanshart | - Artstetten-Pöbring - Aichau - Artstetten - Dölla - Fritzelsdorf - Hart - Hasling - Lohsdorf an der Schwarza - Nussendorf - Oberndorf - Payerstetten - Pöbring - Schwarzau - Trennegg - Unterbierbaum - Aschbach-Markt - Abetzberg - Aschbach Dorf - Aschbach Markt - Krenstetten - Mitterhausleiten - Oberaschbach - Aspangberg-St. Peter - Großes Amt - Kleines Amt - Neustift am Alpenwald - Neuwald - Aspang-Markt - Aspang - Asparn an der Zaya - Altmanns - Michelstetten - Olgersdorf - Schletz - Asperhofen - Diesendorf - Dörfl - Dornberg - Erla (Erlaa) - Geigelberg - Grabensee - Großgraben - Habersdorf - Hagenau - Johannesberg - Kerschenberg - Kleingraben - Paisling - Siegersdorf - Starzing - Wimmersdorf - Atzenbrugg - Ebersdorf - Hütteldorf - Moosbierbaum - Tautendorf - Trasdorf - Weinzierl bei Atzenbrugg - Au am Leithaberge - Au am Leithagebirge - Auersthal |

## B
| - Bad Deutsch-Altenburg - Bad Deutsch Altenburg - Bad Erlach - Erlach - Brunn bei Pitten - Linsberg - Bad Fischau-Brunn - Bad Fischau - Brunn an der Schneebergbahn - Bad Großpertholz - Abschlag - Angelbach - Großpertholz - Karlstift - Mühlbach - Reichenau - Seifritz - Steinbach - Watzmanns - Weikertschlag - Bad Pirawarth - Kollnbrunn - Pirawarth - Bad Schönau - Schönau im Gebirge - Bad Vöslau - Gainfarn - Großau - Vöslau - Baden - Braiten - Gamingerhof - Leesdorf - Mitterberg - Rauhenstein - Weikersdorf - Bärnkopf - Behamberg - Badhof - Penz - Ramingdorf - Wanzenöd - Berg - Bergern im Dunkelsteinerwald - Geyersberg - Maria Langegg - Nesselstauden - Oberbergern - Scheiblwies - Schenkenbrunn - Unterbergern - Wolfenreith | - Bergland - Gumprechtsberg - Holzing - Landfriedstetten - Plaika - Ratzenberg - Wohlfahrtsbrunn - Berndorf - Berndorf I - Berndorf II - Berndorf III - Berndorf IV - Bernhardsthal - Katzelsdorf - Reinthal - Biberbach - Biedermannsdorf - Bisamberg - Kleinengersdorf - Bischofstetten - Blindenmarkt - Kottingburgstall - Weitgraben - Blumau-Neurißhof - Bockfließ - Wendlingerhof - Böheimkirchen - Außerkasten - Diemannsberg - Dorfern - Dürnhag - Furth bei Außerkasten - Gemersdorf - Hinterberg - Hub und Grub - Jeutendorf - Lanzendorf bei Böheimkirchen - Mauterheim - Mechters - Reith - Röhrenbach - Schildberg - Siebenhirten - Untergrafendorf - Untertiefenbach - Weisching - Wiesen | - Brand-Laaben - Brand - Eck - Gern - Gföhl - Klamm - Laaben - Pyrath - Stollberg - Wöllersdorf - Brand-Nagelberg - Brand - Finsternau - Nagelberg - Steinbach - Breitenau - Breitenfurt bei Wien - Breitenfurt - Hochroterd - Breitenstein - Bromberg - Schlatten - Bruck an der Leitha - Bruck an der Leitha - Schloß Prugg - Wilfleinsdorf - Brunn am Gebirge - Brunn an der Wild - Atzelsdorf - Dappach - Dietmannsdorf an der Wild - Frankenreith - Fürwald - Neukirchen an der Wild - St. Marein - Waiden - Wutzendorf - Buchbach - Liesling - Burgschleinitz-Kühnring - Amelsdorf - Burgschleinitz - Buttendorf - Geiersdorf - Harmannsdorf - Kühnring - Matzelsdorf - Reinprechtspölla - Sachsendorf - Sonndorf - Zogelsdorf - Bürg-Vöstenhof - Vöstenhof |

## D
| - Deutsch-Wagram - Deutsch Wagram - Helmahof - Stallingerfeld - Dietmanns - Dobersberg - Brunn bei Dobersberg - Goschenreith - Großharmanns - Hohenau - Kleinharmanns - Lexnitz - Merkengersch - Reibers - Reinolz - Riegers - Schuppertholz - Dorfstetten - Drasenhofen - Kleinschweinbarth - Steinebrunn - Stützenhofen | - Drosendorf-Zissersdorf - Autendorf - Drosendorf Altstadt - Drosendorf Stadt - Elsern - Heinrichsreith - Oberthürnau - Pingendorf - Unterthürnau - Wolfsbach (Gemeinde Drosendorf-Zissersdorf) - Wollmersdorf - Zettlitz (Gemeinde Drosendorf-Zissersdorf) - Zissersdorf (Gemeinde Drosendorf-Zissersdorf) - Droß - Droßeramt - Drösing - Waltersdorf an der March | - Dunkelsteinerwald - Eckartsberg (Gemeinde Dunkelsteinerwald) - Gansbach (Gemeinde Dunkelsteinerwald) - Gerolding - Geroldinger Wald - Häusling (Gemeinde Dunkelsteinerwald) - Heitzing (Gemeinde Dunkelsteinerwald) - Hessendorf (Gemeinde Dunkelsteinerwald) - Himberg (Gemeinde Dunkelsteinerwald) - Hohenwarth (Gemeinde Dunkelsteinerwald) - Kicking (Gemeinde Dunkelsteinerwald) - Kochholz - Krapfenberg - Lanzing (Gemeinde Dunkelsteinerwald) - Lerchfeld - Lottersberg - Mauer bei Melk - Neuhofen (Gemeinde Dunkelsteinerwald) - Nölling - Ohnreith - Pfaffing - Thal - Umbach - Ursprung - Dürnkrut - Waidendorf - Dürnstein - Oberloiben - Unterloiben |

## E
| - Ebenfurth - Haschendorf - Ebenthal - Ebergassing - Wienerherberg - Ebreichsdorf - Schranawand - Unterwaltersdorf - Weigelsdorf - Echsenbach - Gerweis - Großkainraths - Heimschlag - Kleinpoppen - Rieweis - Wolfenstein - Eckartsau - Kopfstetten - Pframa - Wagram an der Donau - Witzelsdorf - Edlitz - Eggenburg - Engelsdorf - Gauderndorf - Stoitzendorf - Stoitzendorf Heide - Eggendorf - Obereggendorf - Untereggendorf - Eggern - Reinberg-Heidenreichstein - Reinberg-Litschau | - Eichgraben - Eisgarn - Großradischen - Kleinradischen - Willings - Emmersdorf an der Donau - Emmersdorf - Fahnsdorf - Gossam - Grimsing - Hain - Hofamt - Mödelsdorf - Pömling - Rantenberg - Reith - Schallemmersdorf - St. Georgen - Engelhartstetten - Groißenbrunn - Loimersdorf - Markthof - Stopfenreuth - Ennsdorf - Enzenreith - Hart - Hilzmannsdorf - Köttlach - Thiermannsdorf - Wörth - Enzersdorf an der Fischa - Margarethen am Moos - Unterwald | - Enzersfeld - Königsbrunn - Enzesfeld-Lindabrunn - Enzesfeld - Lindabrunn - Erlauf - Harlanden (Gemeinde Erlauf) - Knocking - Steinwand - Ernstbrunn - Au - Dörfles - Ernstbrunnerwald - Göbmanns - Klement - Lachsfeld - Maisbirbaum - Merkersdorf - Naglern - Oberleis - Simonsfeld - Steinbach - Thomasl - Ernsthofen - Aigenfließen - Rubring - Ertl - Eschenau - Wehrabach - Euratsfeld - Gafring - Großaigen |

## F
| - Falkenstein - Fallbach - Friebritz - Hagenberg - Hagendorf - Loosdorf - Feistritz am Wechsel - Feistritz - Grottendorf | - Felixdorf - Fels am Wagram - Gösing - Stettenhof - Thürnthal - Ferschnitz - Innerochsenbach - Fischamend - Fischamend Dorf - Fischamend Markt | - Frankenfels - Furth an der Triesting - Furth - Furth bei Göttweig - Aigen - Furth - Göttweig - Oberfucha - Palt - Steinaweg |

## G
| - Gaaden - Anningerforst - Gablitz - Gaming - Altenreith - Brettl - Kienberg - Lackenhof - Mitterau - Nestelberg - Neuhaus - Polzberg - Gänserndorf - Gars am Kamp - Buchberg - Burgholz - Etzmannsdorf am Kamp - Kamegg - Kotzendorf - Loibersdorf - Maiersch - Nondorf bei Gars - Tautendorf bei Gars - Thunau am Kamp - Wanzenau - Wolfshof - Zitternberg - Gastern - Frühwärts - Garolden - Immenschlag - Kleinmotten - Kleinzwettl - Rueders - Weissenbach - Wiesmaden - Gaubitsch - Altenmarkt - Kleinbaumgarten - Gaweinstal - Atzelsdorf - Höbersbrunn - Martinsdorf - Pellendorf - Schrick - Gedersdorf - Altweidling - Brunn im Felde - Donaudorf - Schlickendorf - Stratzdorf - Theiß - Geras (Baixa Áustria) - Dallein - Fugnitz - Goggitsch - Harth - Hötzelsdorf (Gemeinde Geras) - Kottaun - Pfaffenreith - Purgstall - Schiermannsreith - Sieghartsreith - Thumeritzer Sasswald - Trautmannsdorf - Gerasdorf bei Wien - Gerasdorf - Kapellerfeld - Seyring - Gerersdorf - Distelburg - Eggsdorf - Friesing - Grillenhöf - Hetzersdorf - Hofing - Loipersdorf - Salau - Stainingsdorf - Völlerndorf - Weitendorf - Gföhl - Felling - Garmanns - Gföhleramt - Großmotten - Grottendorf - Hohenstein - Lengenfelderamt - Litsch und Wurfenthalgraben - Mittelbergeramt - Moritzreith - Neubau - Obermeisling - Rastbach - Reisling - Reittern - Seeb - Untermeisling - Gießhübl - Glinzendorf - Gloggnitz - Abfaltersbach - Aue - Berglach - Eichberg - Graben - Heufeld - Salloder - Stuppach - Weißenbach | - Gmünd - Böhmzeil - Breitensee - Eibenstein - Grillenstein - Gnadendorf - Eichenbrunn - Oedenkirchenwald - Pyhra - Röhrabrunn - Wenzersdorf - Zwentendorf - Golling an der Erlauf - Golling - Göllersdorf - Bergau - Eitzersthal - Furth - Großstelzendorf - Obergrub - Oberparschenbrunn - Porrau - Schönborn - Untergrub - Viendorf - Viendorf Weingebirge - Wischathal - Göpfritz an der Wild - Almosen - Äpfelgschwendt - Breitenfeld - Kirchberg an der Wild - Merkenbrechts - Scheideldorf - Schönfeld - Weinpolz - Göstling an der Ybbs - Göstling - Hochreith - Königsberg - Lassing - Steinbachmauer - Ybbssteinbach - Göttlesbrunn-Arbesthal - Arbesthal - Göttlesbrunn - Götzendorf an der Leitha - Götzendorf - Pischelsdorf - Grabern - Mittergrabern - Obergrabern - Obersteinabrunn - Schöngrabern - Windpassing - Grafenbach-St. Valentin - Grafenbach - Oberdanegg - Penk - St. Valentin-Landschach - Grafenegg - Diendorf am Kamp - Engabrunn - Etsdorf - Grunddorf - Haitzendorf - Kamp - Sittendorf - Walkersdorf - Grafenschlag - Bromberg - Kaltenbrunn - Kleingöttfritz - Kleinnondorf - Langschlag - Schafberg - Wielands - Grafenwörth - Feuersbrunn - Jettsdorf - Seebarn am Wagram - St. Johann - Wagram am Wagram - Gramatneusiedl - Gresten - Ybbsbachamt - Gresten-Land - Oberamt - Schadneramt - Unteramt - Grimmenstein - Hochegg - Großengersdorf - Großengersdorf - Groß-Enzersdorf - Franzensdorf - Großenzersdorf - Matzneusiedl - Mühlleiten - Oberhausen - Probstdorf - Rutzendorf - Schönau an der Donau - Wittau - Groß Gerungs - Aigen - Albern - Blumau - Böhmsdorf - Dietmanns - Eggress - Etlas - Etzen - Frauendorf - Freitzenschlag - Griesbach - Großgerungs - Großmeinharts - Haid - Harruck - Häuslern - Heinreichs - Hypolts | - Groß Gerungs (Fortsetzung) - Josefsdorf - Kleingundholz - Kleinreinprechts - Kleinwetzles - Kottingnondorf - Marharts - Mühlbach - Nonndorf - Oberkirchen - Oberneustift - Oberrosenauerwaldhäuser - Preinreichs - Schönbichl - Siebenberg - Sitzmanns - Thail - Wendelgraben - Wurmbrand - Groß-Schweinbarth - Großschweinbarth - Groß-Siegharts - Ellends - Fistritz - Großsiegharts - Loibes - Sieghartsles - Waldreichs - Weinern - Wienings - Großdietmanns - Dietmanns - Ehrendorf - Eichberg - Höhenberg - Hörmanns - Reinpolz - Unterlembach - Wielands - Großebersdorf - Eibesbrunn - Manhartsbrunn - Putzing - Großgöttfritz - Engelbrechts - Frankenreith - Großweißenbach - Kleinweißenbach - Reichers - Rohrenreith - Sprögnitz - Großharras - Diepolz - Zwingendorf - Großhofen - Großkrut - Althöflein - Ginzersdorf - Harrersdorf - Großmugl - Füllersdorf - Geitzendorf - Glasweiner Wald - Herzogbirbaum - Nursch - Ottendorf - Ringendorf - Roseldorf - Steinabrunn - Großriedenthal - Neudegg - Ottenthal - Großrußbach - Hipples - Karnabrunn - Kleinebersdorf - Weinsteig - Wetzleinsdorf - Großschönau - Engelstein - Friedreichs - Großotten - Harmannstein - Mistelbach - Rothfarn - Schroffen - Thaures - Wachtberg - Wörnharts - Zweres - Großweikersdorf - Ameisthal - Baumgarten am Wagram - Großwiesendorf - Kleinwiesendorf - Ruppersthal - Tiefenthal - Grünbach am Schneeberg - Neusiedl am Walde - Gumpoldskirchen - Guntersdorf - Großnondorf - Guntramsdorf - Gutenbrunn - Gutenstein - Günselsdorf |

## H
| - Haag - Edelhof - Gstetten - Haag Stadt - Heimberg - Holzleiten - Knillhof - Krottendorf - Porstenberg - Radhof - Reichhub - Salaberg - Schudutz - Hadersdorf-Kammern - Hadersdorf am Kamp - Kammern - Hadres - Obritz - Untermarkersdorf - Hafnerbach - Doppel bei Rannersdorf - Hengstberg - Hoheneggerwald - Korning - Ober- und Untergraben - Oed bei Korning - Pfaffing - Pielachhaag - Rannersdorf - Sasendorf - Stein-Eichberg - Thal - Weghof - Weinzierl - Wimpassing an der Pielach - Würmling - Zendorf - Hagenbrunn - Flandorf - Haidershofen - Brunnhof - Dorf an der Enns - Sträußl - Tröstelberg - Vestenthal - Hainburg a.d. Donau - Hainburg an der Donau - Hainfeld - Gegend Eck - Gölsen - Heugraben - Kasberg - Landsthal - Ob der Kirche - Saugraben - Vollberg - Hardegg - Felling - Heufurth - Mallersbach - Merkersdorf - Niederfladnitz - Pleissing - Riegersburg - Umlauf - Waschbach - Haringsee - Fuchsenbigl - Straudorf - Harmannsdorf - Hetzmannsdorf - Kleinrötz - Mollmannsdorf - Obergänserndorf - Rückersdorf - Seebarn - Würnitz - Haslau-Maria Ellend - Haslau an der Donau - Maria Ellend - Haugschlag - Griesbach - Rottal - Türnau - Haugsdorf - Augenthal - Jetzelsdorf | - Haunoldstein - Eibelsau - Großsierning - Osterburg - Hausbrunn - Hauskirchen - Prinzendorf - Rannersdorf - Hausleiten - Gaisruck - Goldgeben - Hausleithen - Perzendorf - Pettendorf - Schmida - Seitzersdorf-Wolfpassing - Trübenseer Auanteil - Zaina - Zissersdorf - Heidenreichstein - Altmanns - Dietweis - Eberweis - Guttenbrunn - Haslau - Kleinpertholz - Motten - Seyfrieds - Thaures - Wielandsberg - Wolfsegg - Heiligenkreuz - Siegenfeld - Heldenberg - Glaubendorf - Großwetzdorf - Kleinwetzdorf - Oberthern - Unterthern - Hennersdorf - Hernstein - Grillenberg - Kleinfeld - Neusiedl bei Grillenberg - Pöllau - Steinhof - Veitsau - Herrnbaumgarten - Herzogenburg - Adletzberg - Angern - Ederding - Einöd - Gutenbrunn - Hameten - Oberndorf in der Ebene - Oberwinden - Ossarn - Pottschal - St. Andrä an der Traisen - Unterwinden - Wielandsthal - Himberg - Gutenhof - Pellendorf - Velm - Hinterbrühl - Sparbach - Weißenbach bei Mödling - Hirschbach - Stölzles - Hirtenberg - Hochleithen - Bogenneusiedl - Traunfeld - Wolfpassing an der Hochleithen - Hochneukirchen-Gschaidt - Gschaidt - Hochneukirchen - Hochwolkersdorf - Hof am Leithaberge - Hof am Leithagebirge - Hofamt Priel - Priel Hofamt - Rottenhof - Weins | - Hofstetten-Grünau - Aigelsbach - Grünau - Grünsbach - Hofstetten - Kammerhof - Mainburg - Plambach - Plambacheck - Hohe Wand - Gaaden - Maiersdorf - Netting - Stollhof - Hohenau an der March - Hohenau - Hohenberg - Innerfahrafeld - Hoheneich - Nondorf - Hohenruppersdorf - Hohenwarth-Mühlbach a.M. - Bösendürnbach - Burgfrieden - Ebersbrunn - Hohenwarth - Mühlbach am Manhartsberg - Olbersdorf - Ronthal - Zemling - Hollabrunn - Altenmarkt im Thale - Aspersdorf - Breitenwaida - Dietersdorf - Eggendorf im Thale - Enzersdorf im Thale - Gaisberg - Groß - Kleedorf - Kleinkadolz - Kleinstelzendorf - Kleinstetteldorf - Magersdorf - Mariathal - Oberfellabrunn - Puch - Raschala - Sonnberg - Suttenbrunn - Weyerburg - Wieselsfeld - Wolfsbrunn - Hollenstein an der Ybbs - Garnberg (Gemeinde Hollenstein) - Großhollenstein - Krengraben - Oberkirchen - Oisberg - Hollenthon (Baixa Áustria) - Horn - Breiteneich - Doberndorf - Mödring - Mühlfeld - Höflein - Höflein an der Hohen Wand - Oberhöflein - Unterhöflein - Zweiersdorf - Hundsheim - Hürm - Arnersdorf - Atzing - Diendorf - Hainberg - Harmersdorf - Inning - Kronaberg - Mitterradl - Murschratten - Neustift bei Sooß - Oberradl - Obersiegendorf - Oberthurnhofen - Pöttendorf - Scharagraben - Sooß - Untersiegendorf - Unterthurnhofen |

## I
| - Inzersdorf-Getzersdorf - Anzenberg - Getzersdorf - Inzersdorf an der Traisen - Walpersdorf - Wetzmannsthal | - Irnfritz-Messern - Dorna - Grub - Haselberg - Irnfritz - Kleinullrichschlag - Messern | - Irnfritz-Messern (Fortsetzung) - Nonndorf an der Wild - Reichharts - Rothweinsdorf - Sitzendorf - Trabenreith - Wappoltenreith |

## J
| - Jaidhof - Eisenbergeramt - Eisengraben - Eisengraberamt - Schiltingeramt | - Japons - Goslarn - Oberthumeritz - Sabatenreith - Schweinburg - Unterthumeritz - Wenjapons - Zettenreith | - Jedenspeigen - Sierndorf an der March - Judenau-Baumgarten - Baumgarten am Tullnerfeld - Freundorf - Judenau - Zöfing |

## K
| - Kaltenleutgeben - Kapelln - Etzersdorf - Katzenberg - Killing - Panzing und Miesting - Pönning - Rapoltendorf - Rassing - Thalheim - Karlstein an der Thaya - Eggersdorf - Göpfritzschlag - Goschenreith - Griesbach bei Dobersberg - Hohenwarth - Karlstein - Münichreith an der Thaya - Obergrünbach - Schlader - Thuma - Thures - Karlstetten - Hausenbach - Heitzing - Lauterbach - Obermamau - Schaubing - Untermamau - Weyersdorf - Kasten bei Böheimkirchen - Baumgarten bei Kasten - Berg - Braunsberg - Damberg - Dörfl bei Kasten - Fahrafeld - Gwörth - Hummelberg bei Kasten - Kasten - Kirchsteig - Kronberg - Lanzendorf bei Kasten - Lielach - Mitterfeld - Stallbach - Steinabruck - Wallenreith - Katzelsdorf - Kaumberg - Höfnergraben - Laabach - Obertriesting - Steinbachthal - Untertriesting - Kautzen - Engelbrechts - Großtaxen - Illmau - Kleingerharts - Kleintaxen - Plessberg - Reinberg-Dobersberg - Tiefenbach - Triglas - Kematen an der Ybbs - Kematen - Niederhausleiten - Kilb - Hauersdorf - Heinrichsberg - Kettenreith - Rametzberg - Teufelsdorf - Umbach | - Kirchberg am Wagram - Altenwörth - Dörfl - Engelmannsbrunn - Gigging - Kollersdorf - Mallon - Mitterstockstall - Neustift im Felde - Oberstockstall - Unterstockstall - Winkl - Kirchberg am Walde - Fromberg - Hollenstein - Süssenbach - Ullrichs - Weißenalbern - Kirchberg am Wechsel - Alpeltal - Kranichberg - Lehen - Molzegg - Ofenbach - Kirchberg an der Pielach - Kirchschlag - Bernhardshof - Eck - Gastles - Kienings - Merkengerst - Plessberg - Roggenreith - Scheibb - Schneeberg - Kirchschlag in der Buckligen Welt - Aigen - Kirchschlag - Lembach - Stang - Ungerbach - Kirchstetten - Doppel - Oberwolfsbach - Paltram - Senning - Sichelbach - Totzenbach - Waasen - Kirnberg an der Mank - Furth - Kirnberg - Mayerhöfen - Klausen-Leopoldsdorf - Klausenleopoldsdorf - Kleinmariazellerforst - Klein-Neusiedl - Kleinneusiedl - Klein-Pöchlarn - Kleinpöchlarn - Kleinzell - Ebenwald - Hinterhallbach - Klosterneuburg - Gugging - Höflein an der Donau - Kierling - Kritzendorf - Weidling (Gemeinde Klosterneuburg) - Weidlingbach (Gemeinde Klosterneuburg) | - Königsbrunn am Wagram - Bierbaum am Kleebigl - Frauendorf - Hippersdorf - Königsbrunn - Utzenlaa - Zaußenberg - Königstetten - Korneuburg - Kottes-Purk - Bernhards - Dankholz - Doppl - Elsenreith - Ensberg - Ernst - Felles - Fohra - Gotthardschlag - Gschwendt - Günzles - Heitzles - Hörans - Kalkgrub - Kottes - Leopolds - Münichreith - Pfaffenschlag - Pötzles - Purk - Reichpolds - Richterhof - Runds - Schoberhof - Singenreith - Teichmanns - Trittings - Voirans - Voitsau - Weikartsschlag - Wernhies - Kottingbrunn - Krems an der Donau - Angern - Egelsee - Gneixendorf - Hollenburg - Krems - Landersdorf - Rehberg - Scheibenhof - Stein - Thallern - Weinzierl bei Krems - Kreuttal - Hautzendorf - Hornsburg - Unterolberndorf - Kreuzstetten - Niederkreuzstetten - Oberkreuzstetten - Streifing - Krumau am Kamp - Dobra - Eisenberg - Idolsberg - Preinreichs - Thurnberg - Tiefenbach - Krumbach - Krummnußbaum - Diedersdorf - Krumnußbaum |

## L
| - Laa an der Thaya - Blaustaudnerhof - Geiselbrechtshof - Hanfthal - Kottingneusiedl - Laaer Herrengüter - Laaer Klafter - Pernhofen - Ruhhof - Ungerndorf - Wulzeshofen - Laab im Walde - Ladendorf - Eggersdorf - Garmanns - Grafensulz - Herrnleis - Neubau - Pürstendorf - Langau - Hessendorf - Langenlois - Gobelsburg - Haindorf - Mittelberg - Oberreith - Schiltern - Unterreith - Zöbing - Langenrohr - Asparn - Kronau - Langenschönbichl - Neusiedl - Langenzersdorf - Langschlag - Bruderndorf - Bruderndorferwaldhäuser - Fraberg - Kainrathschlag - Kasbach - Kehrbach - Kleinpertholz - Koggschlag - Lamberg - Langschlägerwaldhäuser - Mittelberg - Mitterschlag - Münzbach - Schmerbach - Siebenhöf - Stierberg - Streith | - Lanzendorf - Oberlanzendorf - Unterlanzendorf - Lanzenkirchen - Frohsdorf - Haderswörth - Kleinwolkersdorf - Ofenbach - Lassee - Schönfeld - Laxemburgo - Leiben - Ebersdorf - Lehen - Losau - Mampasberg - Weitenegg - Leitzersdorf - Hatzenbach - Kleinwilfersdorf - Wiesen - Wollmannsberg - Lengenfeld - Leobendorf - Oberrohrbach - Tresdorf - Unterrohrbach - Leobersdorf - Leopoldsdorf - Rustenfeld - Leopoldsdorf im Marchfelde - Breitstetten - Lichtenau im Waldviertel - Allentsgschwendt - Brunn am Walde - Ebergersch - Engelschalks - Erdweis - Gloden - Großreinprechts - Jeitendorf - Kornberg - Ladings - Lichtenau - Loiwein - Obergrünbach - Pallweis - Scheitz - Taubitz - Wietzen - Wurschenaigen | - Lichtenegg - Lichtenwörth - Lilienfeld - Dörfl - Hintereben - Jungherrnthal - Marktl - Schrambach - Stangenthal - Vordereben - Zögersbach - Litschau - Gopprechts - Hörmanns - Loimanns - Reichenbach - Reitzenschlag - Saaß - Schandachen - Schlag - Schönau - Loich - Loosdorf - Albrechtsberg - Neubach - Rohr - Sitzenthal - Ludweis-Aigen - Aigen - Blumau an der Wild - Diemschlag - Drösiedl - Kollmitzgraben - Liebenberg - Ludweis - Oedt an der Wild - Pfaffenschlag - Radessen - Radl - Sauggern - Seebs - Tröbings - Lunz am See - Ahorn - Bodingbach - Hohenberg - Lunzamt - Lunzdorf - Seekopf - Weißenbach |